# Žralok bornejský
Žralok bornejský (Carcharhinus borneensis, také Carcharias borneensis) je kriticky ohrožený druh žraloka z čeledi modrounovití (Carcharhinidae) obývajícího pobřeží Bornea, případně Číny. Je znám podle mála záznamů, většina z nich se datuje před rok 1937.

## Taxonomie
Druh byl poprvé popsán roku 1858 nizozemským ichtyologem Pieterem Bleekerem jako Carcharias (Prionodon) borneensis v periodiku Acta Societatis Regiae Scientiarum Indo-Neêrlandicae podle 24cm jedince uloveného v oblasti Singkawang na západním pobřeží ostrova Borneo. Později byl žralok bornejský přeřazen do rodu Carcharhinus, evoluční vztahy jsou nejisté.
Novozélandský ichtyolog Jack Garrick nedokázal druh roku 1982 přiřadit k žádnému jinému druhu z rodu, roku 1988 jej pak odborník na žraloky Leonard Compagno předběžně postavil vedle těchto osmi druhů: žralok malabarský (Carcharhinus dussumieri), žralok queenslandský (Carcharhinus fitzroyensis), žralok polozubý (Carcharhinus hemiodon), žralok panamský (Carcharhinus porosus), žralok novoguinejský (Carcharhinus macloti), žralok malajský (Carcharhinus sealei) a žralok západoaustralský (Carcharhinus sorrah).

## Výskyt
Druh je znám podle mála záznamů, z nichž většina se datuje před rok 1937. Žralok bornejský obývá pobřeží Bornea (naposledy zde byl znovuobjeven v oblasti severozápadního Bornea v Sarawaku na začátku 21. století), podle historických záznamů možná i Číny. Roku 1895 byl pozorován v Boronganu na Filipínách a roku 1933 u pobřeží ostrova Jáva. Obě pozorování nelze ověřit a druh zde již nikdy nebyl spatřen.

## Popis
Žralok bornejský má štíhlé tělo, největší zaznamenaný exemplář měřil 65 cm. Prsní ploutve jsou krátké, špičaté a srpkovité, břišní ploutve jsou malé a trojúhelníkovité, s rovnou zadní hranou. První hřbetní ploutev je velká a tvaru trojúhelníku, tupě zakončená, druhá malá a nízká. Asymetrická ocasní ploutev má dobře vyvinutý dolní lalok, horní lalok je delší a úzký. Čenich je špičatý, s šikmými štěrbinovitými nozdrami a pěti páry žaberních štěrbin. Druh má 25 až 26 řad zubů v horní čelisti a 23 až 25 řad v čelisti spodní. Oči jsou velké, kruhovité, kryté mžurkou. Břidlicově šedé zbarvení směrem ke špičce hřbetní a ocasní ploutve tmavne. Spodní strana těla je bělavá.
Téměř všechny informace o chování druhu nejsou známy. Žralok bornejský se pravděpodobně živí kostnatými rybami. Je živorodý, jeden vrh činí 6 mláďat o délce 24 až 28 cm. Pohlavní dospělosti pravděpodobně dosahuje při velikosti pod 55 až 58 cm u samců a pod 61 až 65 cm u samic.

## Ohrožení
Mezinárodní svaz ochrany přírody považuje žraloka bornejského za kriticky ohrožený druh, oblast, v níž se vyskytuje, je vystavena intenzivnímu rybolovu.